# Tentative de coup d'État de 1977 en Angola
La tentative de coup d'État de 1977 en Angola est une tentative ratée du ministre de l'Intérieur angolais, Nito Alves (en), de renverser le gouvernement d'Agostinho Neto, survenue le 27 mai 1977.

## Contexte
À la fin des années 1970, Alves devient un membre puissant du gouvernement et du Mouvement populaire de libération de l'Angola (MPLA). Il réussit à réprimer la Révolte de l'Est de Daniel Chipenda (en) et la révolte active pendant la guerre d'indépendance. En 1975, le factionnalisme au sein du MPLA devient un défi majeur pour le pouvoir de Neto et il confie donc à Alves la tâche de réprimer une fois de plus la dissidence. Alves ferme les comités Cabral et Henda et étend son influence au sein du MPLA grâce à son contrôle sur les journaux nationaux et la télévision d'État. Il se rend en Union soviétique en octobre 1976 et obtient peut-être le soutien soviétique pour un coup d'État contre Neto. À son retour, Neto se méfie du pouvoir croissant d'Alves et cherche à le neutraliser, lui et ses partisans. Neto convoque une réunion plénière du Comité central du MPLA où il désigne officiellement le parti comme marxiste-léniniste, abolit le ministère de l'Intérieur et crée une commission d'enquête. Neto utilise la commission pour cibler les Nitistes avec des accusations de fractionnisme (en) et ordonne à la commission de publier un rapport sur ses conclusions en mars 1977. Alves et le chef d'état-major José Van-Dunem, son allié politique, commencent à planifier un coup d'État contre Neto.
Alves et Van-Dunem prévoient d'arrêter Neto le 21 mai avant son arrivée à une réunion du Comité central et avant que la commission d'enquête ne publie son rapport sur les activités des Nitistes. Cependant, le MPLA change le lieu de la réunion peu avant son début prévu, ce qui bouleverse les plans des conspirateurs. Alves assiste à la réunion et fait quand même face à la commission. La commission publie son rapport, l'accusant de fractionnisme. Alves riposte, accusant Neto de ne pas avoir aligné l'Angola sur l'Union soviétique. Après douze heures de débat, le parti vote par 26 voix contre 6 pour démettre Alves et Van-Dunem de leurs fonctions.

## Tentative de coup d'État
En soutien à Alves et au coup d'État, dix voitures blindées de la 8e brigade des Forces armées populaires de libération de l'Angola (en) (FAPLA) font irruption dans la prison de São Paulo à 4 h 0 du matin, tuant le directeur de la prison et libérant plus de 150 Nitistes, dont 11 qui sont arrêtés quelques jours auparavant. La 8e brigade prend ensuite le contrôle de la radio de Luanda et annonce son coup d'État, se faisant appeler Comité d'action du MPLA et appelant les citoyens à manifester leur soutien au coup d'État en manifestant devant le palais présidentiel. Les Nitistes capturèrent Bula et Dangereaux, généraux fidèles à Neto, mais Neto a déplacé sa base d'opérations du palais au ministère de la Défense par crainte d'un tel soulèvement. Les troupes cubaines fidèles à Neto reprennent le palais et se dirigent vers la station de radio. Ils réussissent à prendre la station de radio et se dirigent vers la caserne de la 8e brigade, la reprenant à 13 h 30. Tandis que les forces cubaines s'emparent du palais et de la station de radio, les Nitistes kidnappent sept dirigeants du gouvernement et de l'armée, en tirant et en tuant six.

## Conséquences
Le gouvernement angolais arrête des dizaines de milliers de Nitistes présumés entre mai et novembre et les jugent devant des tribunaux secrets supervisés par le ministre de la Défense Iko Carreira (en). Ceux qui sont reconnus coupables, dont Van-Dunem, son épouse Sita Valles (en), Jacobo Caetano (chef de la 8e brigade des FAPLA) et le commissaire politique Eduardo Evaristo, sont abattus et enterrés dans des tombes secrètes. Au moins 2 000 partisans (ou partisans présumés) de Nito Alves seraient tués par les troupes cubaines et du MPLA dans la foulée, certaines estimations faisant état de 70 000 morts,,. La tentative de coup d'État a un effet durable sur les relations étrangères de l'Angola. Alves s'oppose à la politique étrangère de non-alignement, de socialisme évolutionniste et de multiracialisme de Neto et est favorable à des relations plus fortes avec l'Union soviétique, à laquelle Alves veut accorder des bases militaires en Angola. Alors que les soldats cubains aident activement Neto à réprimer le coup d'État, Alves et Neto pensent que les soviétiques s'opposent à Neto. Le ministre cubain des Forces armées, Raúl Castro, envoie 4 000 soldats supplémentaires pour éviter de nouvelles dissensions dans les rangs du MPLA et rencontre Neto en août en signe de solidarité. En revanche, la méfiance de Neto à l'égard des dirigeants soviétiques s'accroît et les relations avec les soviétiques se détériorent. En décembre, le MPLA tient son premier congrès du parti et change son nom en MPLA-Parti des travailleurs (MPLA-PT). La tentative de coup d'État a des conséquences néfastes sur ses membres. En 1975, le MPLA compte 200 000 membres mais ce nombre tombe à 30 000 après le premier congrès du parti,,,.